# Dança bizantina

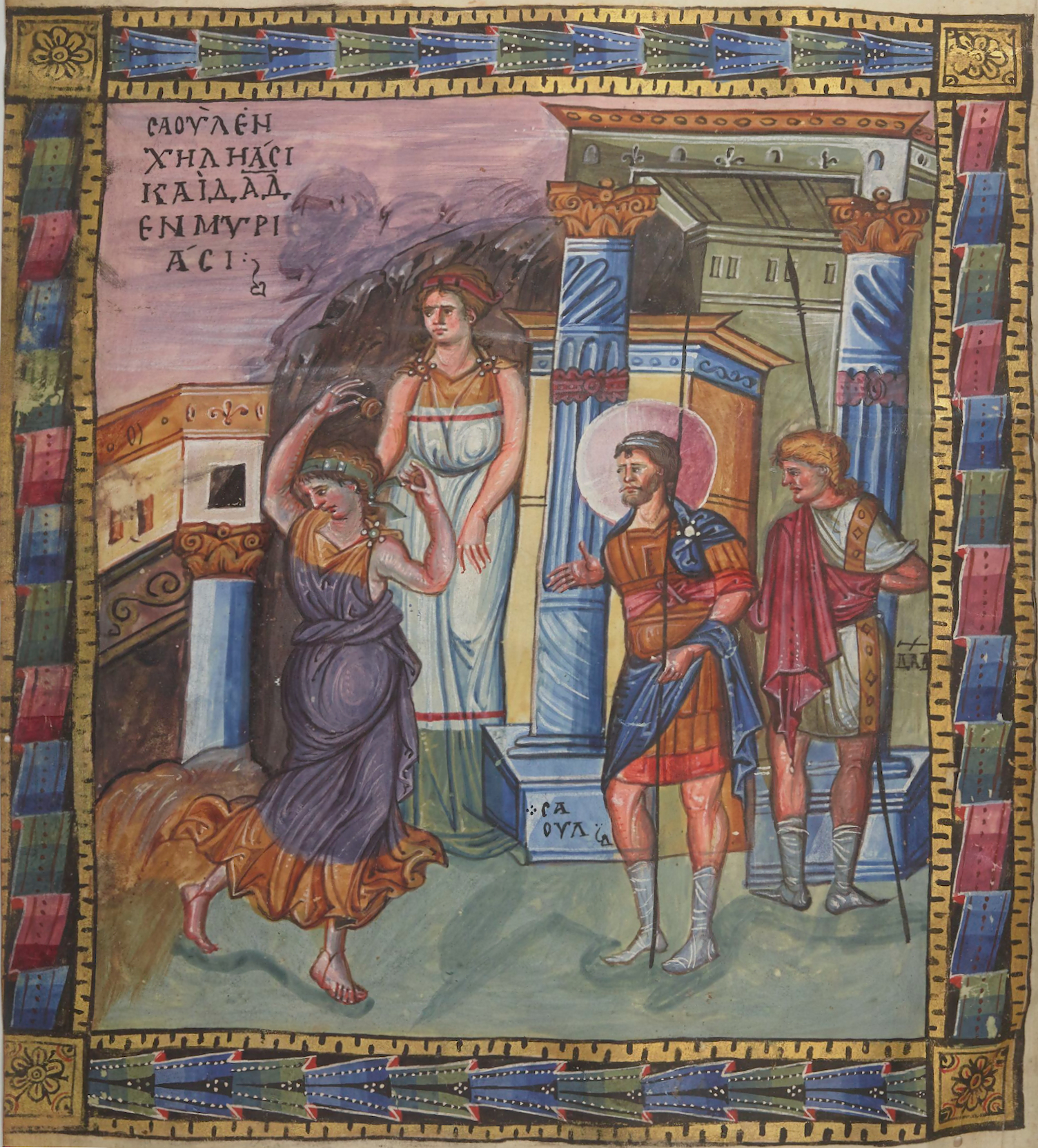
Dança bizantina

Dança bizantina ou dança no Império Bizantino foi diretamente influenciada pela dança grega e dança no Império Romano como parte da cultura recebida destes impérios antigos. Existem poucas fontes sobre como era a dança no período devido a censura da igreja, limitando a poucas frases soltas em textos e pinturas. A igreja considerava a dança um pecado e proibiu sua execução em casamentos após o Concílio de Laodiceia. Todavia não existem indícios que a dança não fosse praticada ou que tais leis restringiram a prática.
A dança fazia parte de espetáculos, festas, banquetes e importantes eventos tanto nas principais cidades quanto vilas. Um ritual de dança denominado sáximo era executado para o imperador no dia de seu aniversário, e a população dançava com soldados quando estes retornavam de batalha. 